# Lactobacillus fructivorans
Lactobacillus fructivorans is een bacteriesoort behorende tot het geslacht Lactobacillus en valt onder de melkzuurbacteriën.
Het is een grapositieve facultatief anaerobe staafvormige bacterie.